# Létavértes
Létavértes [létavérteš] (rumunsky Leta Mare) je město ve východním Maďarsku na severozápadě župy Hajdú-Bihar, spadající pod okres Derecske. Vzniklo v roce 1970 spojením obcí Nagyléta a Vértes. Nachází se těsně u rumunských hranic, asi 19 km jihovýchodně od Debrecínu. V roce 2015 zde žilo 7 061 obyvatel. Podle statistik z roku 2001 zde byli 95 % Maďaři a 5 % Romové.
Poblíže Létavértesu se nachází hraniční přechod mezi Maďarskem a Rumunskem, Létavértes-Săcueni. Nejbližšími městy jsou Debrecín, Vámospercs a rumunské Săcueni, poblíže jsou též obce Kokad, Monostorpályi, Pocsaj, Újléta a rumunský Diosig.